# Château de Loch Gorm
Le château de Loch Gorm est un château en ruines situé sur l'île d'Eilean Mòr sur le loch Gorm, Islay, en Écosse. Il était un bastion du clan Macdonald.
Le château était de forme carrée, avec une tour ronde à chaque coin. Le château a été occupé temporairement par Sir Lachlan Mor Maclean de Duart qui a été assiégé en 1578 par les MacDonald avec l'aide de Colin Campbell, 6e comte d'Argyll. En ruine en 1586, les forces royales dirigé par Andrew Stuart, 3e Lord Ochiltree, démolissent le château en 1608. Sir James MacDonald reprit l'île en avril 1615 et laissa une garnison sur l'île Eilean Mór. Une garnison privée a été maintenue sur Eilean Mór entre 1639 et 1640.